# David Bergeron
David Bergeron, né en 1976 à Montmagny, est un poète et romancier québécois,.

## Biographie
David Bergeron est né en 1976 à Montmagny,. Il détient une maîtrise en études littéraires de l'Université du Québec à Montréal.
Il a publié trois recueils de poésie aux Écrits des Forges: Fuir la maison en 2001, Ailleurs les lunes, en 2003 et Comme des vents aveugles, en 2007. Fuir la maison lui a valu une mention spéciale au Prix Félix-Leclerc de la poésie,. Il a également fait paraitre un roman, Pandénomium cité: fantastique noir, chez Coup de tête en 2007, qui «  transforme le quartier Villeray en Q.G. de suppôts de Satan ».
Bergeron a publié des textes dans les revues littéraires Exit, Mœbius, Estuaire et L’Arbre à paroles.

## Œuvres

### Poésie
- Fuir la maison, Trois-Rivières, Écrits des Forges, 2001, 64 p.  (ISBN 2-89046-612-4)
- Ailleurs les lunes, Trois-Rivières, Écrits des Forges, 2003, 53 p.  (ISBN 2-89046-797-X)
- Comme des vents aveugles, Trois-Rivières, Écrits des Forges, 2007, 66 p.  (ISBN 978-2-89645-020-6)

### Roman
- Pandénomium cité: fantastique noir, Montréal, Coups de tête, 2011, 127 p.  (ISBN 978-2-923603-93-3)

## Prix et honneurs
- 2001 - Mention spéciale au Prix Félix-Leclerc de la poésie pour Fuir la maison[2],[4]